# 黄山胶囊
安徽黄山胶囊股份有限公司（英語：Anhui Huangshan Capsule Co.,Ltd.；深交所：002817，简称：黄山胶囊），是中国深圳证券交易所的一家上市公司，主营业务包括明胶空心胶囊和肠溶明胶空心胶囊的研发、生产与销售，主要产品包括明胶空心胶囊与肠溶明胶空心胶囊。黄山胶囊为国家高新技术企业，工信部“专精特新”小巨人企业。
公司前身为1989年创建的全民所有制企业安徽省旌德黄山胶囊厂。1996年改制设立“安徽旌德黄山胶囊有限公司”。2000年更名为“安徽黄山胶囊有限公司”。2010年整体变更设立为股份公司并更为现名。2016年10月25日在深圳证券交易所挂牌交易。
2022年11月，公司实际控制人余春明、余超彪父子与山东鲁泰控股集团有限公司签署了股份转让协议，以12元/股的价格向鲁泰控股转让8969.95万股份，总价款为10.76亿元，占公司股份总数的29.99%，转让后泰控股集团成为黄山胶囊的控股股东。
2022年，公司实现营业收入4.28亿元，同比增长12.75%；实现净利润6085.04万元，同比增长6.97%。